# Генріх Бемкер
Йоганн Генріх Адольф Бемкер (вимова: Йоганн Гайнріх Адольф Бьомкер, нім. Johann Heinrich Adolph Böhmcker; 25 липня 1886, Бозау — 16 червня 1944, Ганновер) — німецький нацистський функціонер, бургомістр Бремена, обергруппенфюрер СА (5 жовтня 1940). Кавалер Лицарського хреста Хреста Воєнних заслуг.

## Біографія
Син фермера. Учасник Першої світової війни. В 1919-21 роках вивчав право в Кілі, Геттінгені і Мюнхені. В 1927 року склав державний іспит і став незалежним юристом в Ойтіні.
В 1925 році вступив у СА, 11 січня 1926 року — в НСДАП (партійний квиток №27 601). З 10 липня 1934 року — керівник групи СА «Нордзе». В 1933-37 роках — урядовий президент Ойтіна. З 31 січня 1935 року — державний радник, з 22 червня 1937 року — бургомістр Бремена. Відрізнявся грубою поведінкою. В 1936 році заснував Гурток поетів Ойтіна, в якому «корінні» північнонімецькі поети підтримували тісні зв'язки з високопоставленими нацистами. 9 листопада 1938 року наказав своїм підлеглим-штурмовикам в ніч на 10 листопада знищити всі синагоги і єврейські підприємства в Бремені і найближчих комунах. Внаслідок погрому загинули 5 осіб. 
Помер від серцевого нападу.

## Нагороди
- Почесний хрест ветерана війни з мечами
- Золотий партійний знак НСДАП
- Почесна пов'язка СА
- Спортивний знак СА (№95 5583; 28 вересня 1936)
- Медаль «За вислугу років у НСДАП» в бронзі та сріблі (15 років)
- Хрест Воєнних заслуг 2-го і 1-го класу
- Лицарський хрест Хреста Воєнних заслуг (21 червня 1944) — нагороджений посмертно.